# Filippo Maria Guidi
Filippo Maria Guidi O.P. (ur. 18 lipca 1815 w Bolonii, zm. 27 lutego 1879 w Rzymie) – włoski dominikanin, kardynał.
Ukończył seminarium w Acquapendente. Po wstąpieniu do zakonu dominikanów kształcił się w konwentach w Viterbo i Rzymie. Po przyjęciu święceń kapłańskich został wykładowcą filozofii i teologii w Viterbo, następnie w Rzymie i Wiedniu (lata 1857–1863). Na konsystorzu z marca 1863 kreowany kardynałem prezbiterem San Sisto.
21 grudnia 1863 mianowany został arcybiskupem Bolonii. Konsekrował go w Rzymie papież Pius IX. Nigdy nie objął tam osobistych rządów. Zarządzał metropolią tylko przez wikariuszy generalnych. Brał udział w Soborze watykańskim I. W listopadzie 1871 zrezygnował z arcybiskupstwa Bolonia, nigdy go nawet nie odwiedzając. 29 lipca 1872 włączony do grona kardynałów biskupów. W latach 1872–1877 prefekt Świętej Kongregacji ds. Kościelnych Immunitetów i Jurysdykcyjnych Kontrowersji. Brał udział w konklawe 1878. Spoczął w kaplicy dominikańskiej cmentarza Campo Verano.